# La Chapelle (Ardennes)
Pour les articles homonymes, voir La Chapelle.

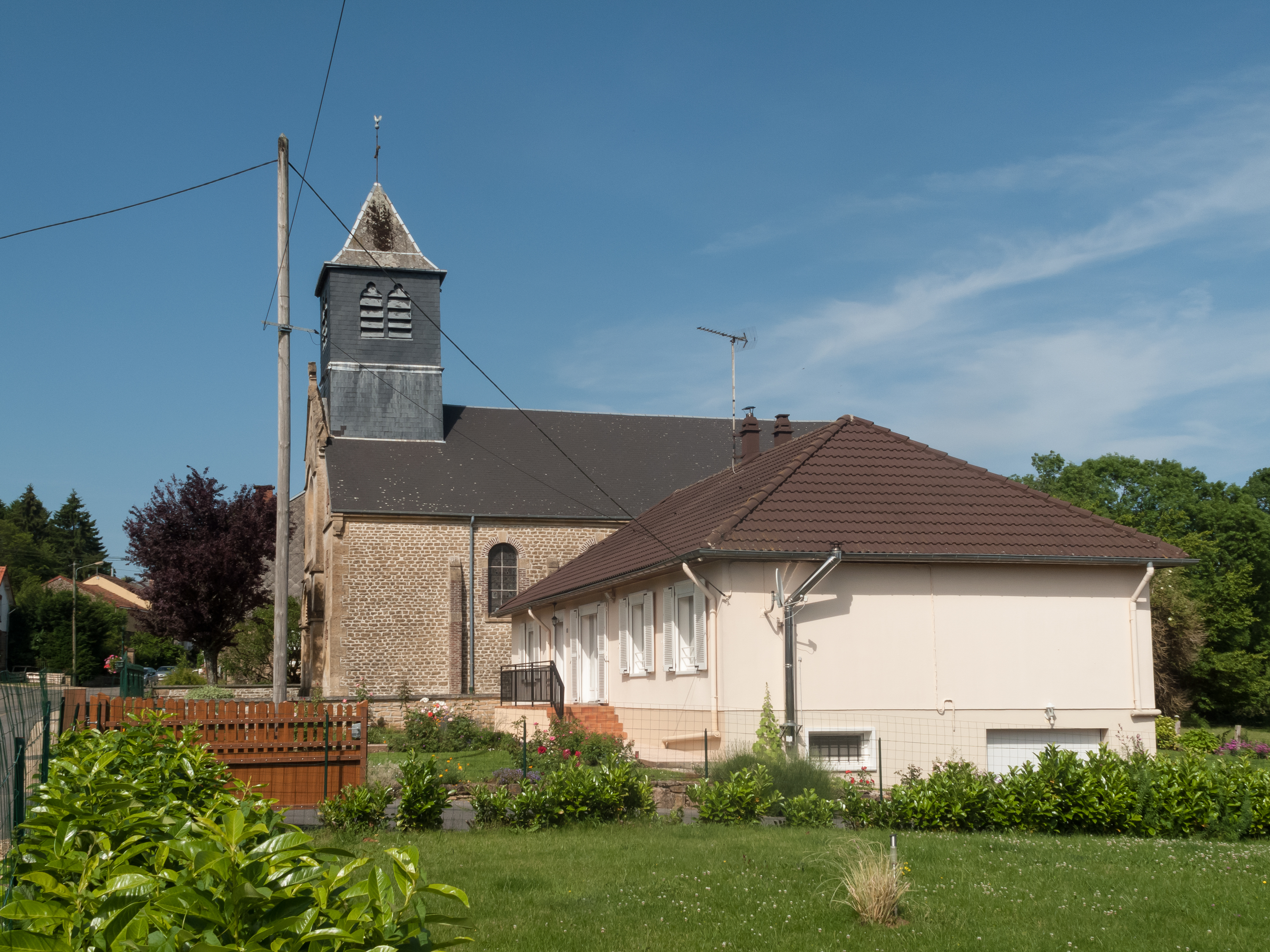
La Chapelle, l'église Saint-Mathieux.

La Chapelle est une commune française située dans le département des Ardennes, en région Grand Est.

## Géographie
La Chapelle est un village du Massif ardennais. L'altitude au bas du village est de 290 mètres, contre plus de 400 en haut, au niveau des pistes de ski (les seules des Ardennes françaises qui bénéficient des services de location du matériel, de restauration, et de sécurisation des pistes). Le territoire communal est délimité au nord par la frontière belge.
| Illy    | Bouillon ( Belgique) | Bazeilles |
| Givonne | La Chapelle          | Bazeilles |
| Givonne | Bazeilles            | Bazeilles |

### Hydrographie
La commune est dans le bassin versant de la Meuse au sein du bassin Rhin-Meuse. Elle est drainée par le ruisseau le Rule, le ruisseau de la Givonne, le ruisseau de la Bonne Fontaine, le ruisseau de la Belle Eglise et le ruisseau de Mohimont,.
Le ruisseau le Rule, d'une longueur de 12 km, prend sa source dans la commune de Bazeilles et se jette  dans la Chiers à Remilly-Aillicourt, après avoir traversé quatre communes.

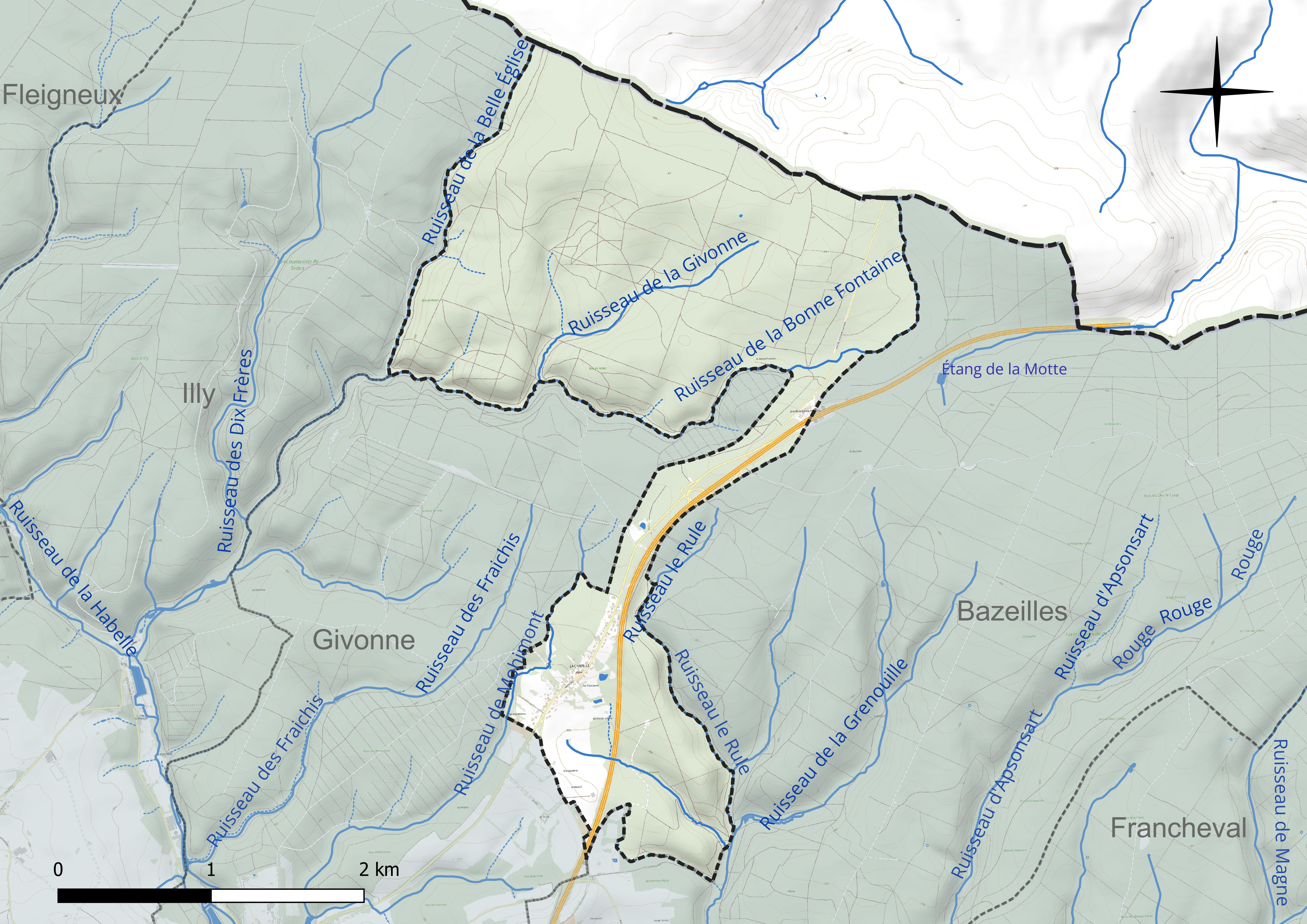
Réseau hydrographique de la Chapelle.

Le ruisseau de la Givonne, d'une longueur de 16 km, prend sa source dans la commune  et se jette  dans la Meuse à Bazeilles, après avoir traversé six communes.

### Climat
Pour des articles plus généraux, voir Climat du Grand Est et Climat des Ardennes.
En 2010, le climat de la commune est de type climat de montagne, selon une étude du Centre national de la recherche scientifique s'appuyant sur une série de données couvrant la période 1971-2000. En 2020, Météo-France publie une typologie des climats de la France métropolitaine dans laquelle la commune est exposée à un climat océanique altéré et est dans la région climatique Lorraine, plateau de Langres, Morvan, caractérisée par un hiver rude (1,5 °C), des vents modérés et des brouillards fréquents en automne et hiver.
Pour la période 1971-2000, la température annuelle moyenne est de 8,9 °C, avec une amplitude thermique annuelle de 15,2 °C. Le cumul annuel moyen de précipitations est de 1 090 mm, avec 14,3 jours de précipitations en janvier et 10,3 jours en juillet. Pour la période 1991-2020, la température moyenne annuelle observée sur la station météorologique de Météo-France la plus proche, « Douzy », sur la commune de Douzy à 8 km à vol d'oiseau, est de 10,5 °C et le cumul annuel moyen de précipitations est de 857,0 mm. 
La température maximale relevée sur cette station est de 40,3 °C, atteinte le 25 juillet 2019 ; la température minimale est de −14,8 °C, atteinte le 3 janvier 2004,,.
Les paramètres climatiques de la commune ont été estimés pour le milieu du siècle (2041-2070) selon différents scénarios d'émission de gaz à effet de serre à partir des nouvelles projections climatiques de référence DRIAS-2020. Ils sont consultables sur un site dédié publié par Météo-France en novembre 2022.

## Urbanisme

### Typologie
Au 1er janvier 2024, La Chapelle est catégorisée commune rurale à habitat dispersé, selon la nouvelle grille communale de densité à 7 niveaux définie par l'Insee en 2022.
Elle est située hors unité urbaine. Par ailleurs la commune fait partie de l'aire d'attraction de Sedan, dont elle est une commune de la couronne,. Cette aire, qui regroupe 31 communes, est catégorisée dans les aires de moins de 50 000 habitants,.

### Occupation des sols
L'occupation des sols de la commune, telle qu'elle ressort de la base de données européenne d’occupation biophysique des sols Corine Land Cover (CLC), est marquée par l'importance des forêts et milieux semi-naturels (92,8 % en 2018), une proportion identique à celle de 1990 (92,8 %). La répartition détaillée en 2018 est la suivante : 
forêts (83,7 %), milieux à végétation arbustive et/ou herbacée (9,1 %), prairies (7,2 %). L'évolution de l’occupation des sols de la commune et de ses infrastructures peut être observée sur les différentes représentations cartographiques du territoire : la carte de Cassini (XVIIIe siècle), la carte d'état-major (1820-1866) et les cartes ou photos aériennes de l'IGN pour la période actuelle (1950 à aujourd'hui).

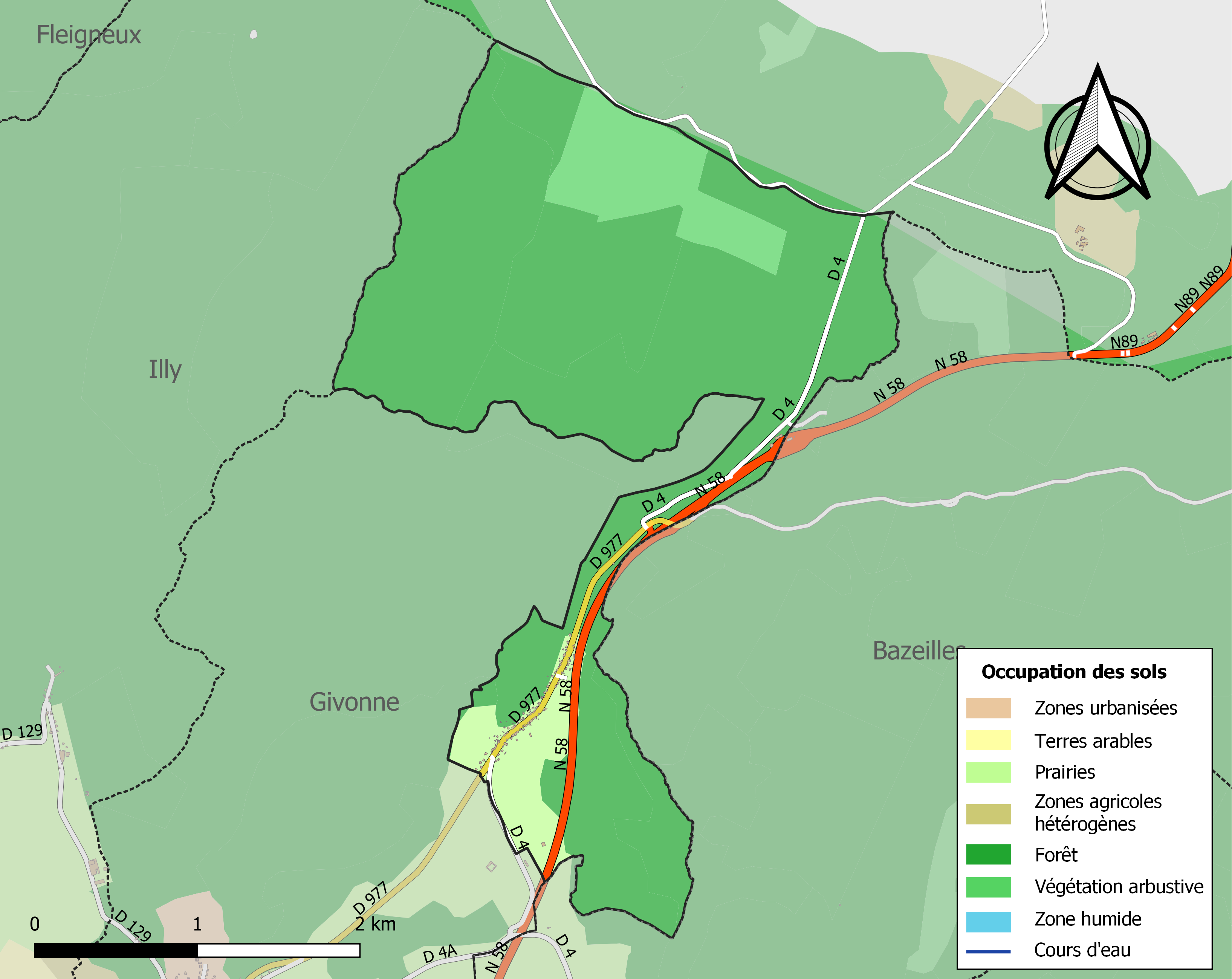
Carte des infrastructures et de l'occupation des sols de la commune en 2018 (CLC).

## Toponymie
Le toponyme La Chapelle, très commun en France, se réfère à un lieu de culte, le plus souvent une petite église.

## Histoire
De 1560 à 1642, La Chapelle fait partie de la principauté de Sedan.
Au cours de la Révolution française, la commune porta provisoirement le nom de Bel-Air-aux-Bois.
Lors de la bataille de France pendant la Seconde Guerre mondiale, le 12 mai 1940, les Allemands de la 10e Panzerdivision de Ferdinand Schaal franchissent la frontière franco-belge à La Chapelle dont ils s'emparent.

## Politique et administration
| Période                                  | Période                   | Identité                                          | Étiquette | Qualité        |
| ---------------------------------------- | ------------------------- | ------------------------------------------------- | --------- | -------------- |
| 1876                                     |                           | Riché                                             |           |                |
| avant 1988                               | ?                         | Jean-Yves Colson                                  | PS        |                |
|                                          |                           |                                                   |           |                |
| mars 2001                                | En cours (au 25 mai 2020) | Jean-Paul Colinet, Réélu pour le mandat 2020-2026 |           | Ancien employé |
| Les données manquantes sont à compléter. |                           |                                                   |           |                |

## Démographie
L'évolution du nombre d'habitants est connue à travers les recensements de la population effectués dans la commune depuis 1793. Pour les communes de moins de 10 000 habitants, une enquête de recensement portant sur toute la population est réalisée tous les cinq ans, les populations de référence des années intermédiaires étant quant à elles estimées par interpolation ou extrapolation. Pour la commune, le premier recensement exhaustif entrant dans le cadre du nouveau dispositif a été réalisé en 2004.

En 2022, la commune comptait 163 habitants, en évolution de −11,41 % par rapport à 2016 (Ardennes : −2,97 %, France hors Mayotte : +2,11 %).
| 1793 | 1800 | 1806 | 1821 | 1831 | 1836 | 1841 | 1846 | 1851 |
| ---- | ---- | ---- | ---- | ---- | ---- | ---- | ---- | ---- |
| 84   | 101  | 126  | 195  | 274  | 270  | 298  | 302  | 318  |

| 1866 | 1872 | 1876 | 1881 | 1886 | 1891 | 1896 | 1901 | 1906 |
| ---- | ---- | ---- | ---- | ---- | ---- | ---- | ---- | ---- |
| 323  | 291  | 309  | 303  | 288  | 300  | 285  | 262  | 230  |

| 1911 | 1921 | 1926 | 1931 | 1936 | 1946 | 1954 | 1962 | 1968 |
| ---- | ---- | ---- | ---- | ---- | ---- | ---- | ---- | ---- |
| 211  | 120  | 126  | 125  | 113  | 111  | 130  | 125  | 124  |

| 1975 | 1982 | 1990 | 1999 | 2004 | 2006 | 2009 | 2014 | 2019 |
| ---- | ---- | ---- | ---- | ---- | ---- | ---- | ---- | ---- |
| 99   | 116  | 145  | 156  | 166  | 164  | 164  | 176  | 167  |

| 2022 | - | - | - | - | - | - | - | - |
| ---- | - | - | - | - | - | - | - | - |
| 163  | - | - | - | - | - | - | - | - |

## Culture locale et patrimoine

### Lieux et monuments
- Église Saint-Mathieu
- Vieille fontaine
- Mairie et école communale
- Site de l'ancienne douane (héberge un gite et le ski club sedanais)
- Forêt de Sedan et pistes de ski de fond

## Héraldique
| Blason de Chapelle (La) | Blason  | De sinople à la cotice componée d'argent et de gueules de six pièces accompagnée en chef d'un portail de chapelle aussi d'argent ouvert, ajouré et maçonné de sable et en pointe d'un cerf d'or. |
| Blason de Chapelle (La) | Détails | Le statut officiel du blason reste à déterminer. |